# Lera Auerbach
Valeria Lvovna "Lera" Auerbach (ryska: Валерия Львовна Авербах, eller Ауербах), född den 21 oktober 1973 i Tjeljabinsk i Sovjetunionen, är en rysk-amerikansk tonsättare, pianist, poet och konstnär.

## Tidiga år och utbildning
Lera Auerbach föddes i en judisk familj. Hennes mor kom från en musikalisk släkt och arbetade som pianolärare.
Lera var ett musikaliskt underbarn och började komponera sin egen musik tidigt i livet. Som tolvåring skrev hon t. ex. en barnopera om Snövit. 
Hon fick år 1991 tillstånd som 17-åring att besöka USA under en konsertturné. Utan några pengar eller kunskaper i engelska bestämde hon sig för att hoppa av för att i USA kunna fortsätta sin musikaliska karriär, först med studier vid Manhattan School of Musicoch sedan vid Juilliard School, där hon studerade piano för Joseph Kalichstein och komposition för Milton Babbitt.
Tio år efter Lera Auerbachs avhopp emigrerade även hennes föräldrar till USA.

## Framträdanden
Lera Auerbach debuterade i Carnegie Hall i maj 2002, då hennes ”Suite for Violin, Piano and Orchestra” framfördes tillsammans med violinisten Gidon Kremer som dirigerade Kremerata Baltica. Hon har framträtt som solopianist på sådana ställen som Moskvas konservatorium, Tokyos Opera City, Lincoln Center i New York, Herkulessaal i München, Oslo Konserthus, Theodore Thomas Orchestra Hall i Chicago och Kennedy Center i Washington.
Gidon Kremer skrev år 2003 om Lera Auerbachs konstnärskap på följande sätt: "Lera Auerbach är en av de mest begåvade artisterna jag har mött. Hennes bländande talang, som ju kommer till tydligt uttryck på så många områden - framförande, komponerande, skrivande - får sin näring från en djup respekt för det förflutna, men låter ändå hennes egna verk förbli seriösa och personliga och samtidigt innovativa och spännande."

## Några musikaliska verk och deras uruppföranden
Auerbachs musikaliska verk har framförts av ett flertal artister, orkestrar och balettsällskap över hela världen, däribland Gidon Kremer, the Kremerata Baltica, David Finckel, Wu Han, Vadim Gluzman, Kuss, Parker and Petersen stråkkvartett, SWR och NDR symfoniorkestrar och Royal Danish Ballet. Hennes musik har också framförts under ett antal större musikfestivaler i Europa och USA. 
Samarbetet med the Royal Danish Ballet föranleddes av firandet av Hans Christian Andersens tvåhundraårsdag, där Lera Auerbachs second bidrog med en moderniserad balett om Den lilla sjöjungfrun. Den hade premiär i april  2005 på det då nyöppnade operahuset i Köpenhamn.
Hennes dubbelkonsert för violin, piano och orkester, Op. 40, skrevs 1997, och uruppfördes först i december 2006 i Stuttgart av Stuttgarts radios symfoniorkester under ledning av Andrey Boreyko; solister var violinisten Vadim Gluzman and pianisten Angela Yoffe. Gluzmans och Yoffes samarbete kring Auerbachs musik har också lett till en inspelning av hennes 24 preludier för violin och piano.
År 2007 uruppfördes hennes Symphony No. 1 "Chimera" av Düsseldorf Symphony. Andra uruppföranden samma år inbegrep Symphony No. 2 "Requiem for a Poet" av Hannovers NDR Radio Philharmonic, samt  A Russian Requiem (utifrån ryskortodoxa heliga texter och poesi av ett flertal kända ryska poeter av Bremens filharmoniska orkester tillsammans med Lettlands nationalkör och Estlands Nationaloperas gosskör. 
Lera Auerbach har också skrivit en opera utifrån sitt eget skådespel Gogol, som uruppfördes i november 2011 av Theater an der Wien. 
Hennes a cappella-opera The Blind (baserat på ett skådespel av Maurice Maeterlinck) hade ett spektakulärt framförande i en ny produktion av John La Bouchardière på Lincoln Center for Performing Arts, i New York, juli 2013, under vilken hela publiken ia del av föreställning med förbundna ögon.

## Huvudsakliga verk för orkester
- Piano Concerto No. 1, Op. 39 (1997–98) (1. River of Loss ; 2. Dialogue with Time ; 3. Wind of Oblivion ; Part 2, Dialogue with Time* Double Concerto for violin, piano and orchestra, Op. 40 (1997)
- Violin Concerto No. 1, Op. 56 (2000/2003)
- Suite Concertante for violin, piano and Strings, Op. 60 (2001)
- Serenade for a Melancholic Sea, for violin, cello, piano and String orchestra, Op. 68 (2002)
- Violin Concerto No. 2 in one movement, Op. 77 (2004)
- Dreams and Whispers of Poseidon, symphonic poem (2005)
- Symphony No. 1 Chimera, for large orchestra (2006) * Symphony No. 2 Requiem for a Poet, for mezzo-soprano, cello, choir and orchestra (2006)
- Russian Requiem (2007)
- Fragile Solitudes, Shadowbox for String Quartet and orchestra (2008)
- Eterniday, for bass drum, celesta and Strings (2010)
- Post Silentium, for orchestra (2012)
- Memoria de la Luz, String Symphony No. 1 (2013) (Arrangemang utifrån Stråkkvartett nr 2 Primera Luz)
- Symphony No. 3 The Infant Minstrel and His Peculiar Menagerie, for violin, choir and orchestra (2016)[13]
- Violin Concerto No. 4 (NYx) (2017, David Geffen Hall), Leonidas Kavakos (violin), New York Philharmonic, Alan Gilbert[14]